# 新浦壽夫
新浦 壽夫（にうら ひさお、1951年5月11日 - ）は、東京都世田谷区出身（静岡県育ち）の元プロ野球選手（投手）・解説者。
出自は在日韓国人で、韓国名は「金日融（キム・イリュン、김일융）」である。NPB入り後の1978年に長男が誕生したことを機に、知己の国会議員である稲葉修や立川談志の協力を得て日本国籍へ帰化して韓国系日本人となったことを自ら明かしている。

## 来歴・人物

### プロ入りまで
在日韓国人2世として東京都世田谷区二子玉川で出生した。その後すぐに静岡市へ転居した。小学校時代はプロレスが好きで、力道山がヒーローだった。静岡市立安倍川中学校に進学し、いろいろな運動部から誘われたが最終的に野球部に入った。大橋功男というピッチャーがいたため、自分は２番手で、投げる機会はほとんどなかった。３年生のとき御前崎中学校に転校してからはエースとして活躍し、県南部大会優勝を果たした。秋の地区大会を見に来た静岡商業高校OBから誘われ、同校に進学した。
同校定時制の1年次を修了後、同高校全日制の（2年次ではなく）1年次に編入した。1年次の1968年に夏の甲子園へエースとして出場すると、決勝までの5試合で、完封3試合、1失点完投2試合を記録。決勝に進み興國高の丸山朗と投げ合うが、0-1で完封を喫し準優勝にとどまる。この時のチームメイトには池谷公二郎、1年上に藤波行雄、当時三塁手でのちに大洋で同僚となる松島英雄らがいた。前述の経緯で卒業を待つと全日制3年次には年齢制限で公式戦出場資格を逸するうえに当時新浦は韓国籍であり、この頃のドラフト制度では、日本の学校を卒業しても外国籍選手はドラフト会議にかける必要が無かったため、国内の6球団及びメジャーリーグも巻き込んだ争奪戦となった。この結果、新浦は秋季県大会の期間中に高校を中退して読売ジャイアンツにドラフト外で入団し、8月22日の甲子園決勝から18日後の9月9日に入団が発表された。これがきっかけとなり、その後「日本の学校に所属する選手はすべてドラフトにかける」というルールに変更されたが、当の新浦は後年、「日本語しか分からない俺が日本人じゃないと意識した数少ない機会がこのときだった」と回想している。

### 巨人時代
巨人での最初の2年間は、入団時に肩を痛めており、年齢も17歳と若かったことから、一切ボールを握らずランニングのみの指令が川上哲治監督から出ていた。肩には小さなひびが入っていたこともあり、新浦は広島の住田整骨院に通う傍らで酒屋で配達のアルバイトをしながら体を作っていった。
1971年に一軍に昇格したあと、V9最終年の1973年に先発ローテーション入りし、威力のある速球とカーブを武器に、1973年に3勝、翌1974年に7勝6敗1セーブで頭角を現す。
1975年に長嶋茂雄監督が就任すると、先発と救援の両方で失敗する場面が多く2勝11敗と低迷した。大量リード時にリリーフしても打ち込まれて逆転されるなど、「ノミの心臓」が話題となり、マウンドを囲んだ王貞治が「（リードしている）スコアボードを見ろ」と指さし叱咤する等のエピソードもあった。防御率3.33で新浦は「いつもめった打ちを食らった印象はなく運が悪くて打線の援護に恵まれなかった。試合もあったと思います。同点で降板したら次の投手が打たれて負け投手になったこともあります。罵声も浴びたし、球団史上初の最下位はお前のせいだと言われましたね。シーズン中、肩も肘も痛くないのに結果が出ない。」と述べている。長嶋監督自身も新浦の起用には疑問を持たれたほどであったが、この時期に打たれても打たれても長嶋監督が登板させ続けたことが新浦を成長させたともいわれている。同年8月、一度2軍で調整になり、1軍復帰すると8月31日のヤクルト戦で1安打完封して初勝利。長嶋監督の進言で禁煙を決意、これが76年の飛躍につながっていく。
1976年願掛けの意味で正月から禁煙すると太ってしまい長嶋から「どうしたのその体は？」と聞かれ、「タバコ辞めたんです」と答えたら「お前はそんなの気をつかうなよ。勝ち負けは俺の責任だ。お前は吸え。ケツの中にヤニを突っ込んでも吸え」と言われ、再び喫煙すると体が絞れボールが速くなってキレが出てきた。初の規定投球回（3位、防御率3.11）に達し、同年以降は1979年まで202試合に登板（そのうち77試合に先発）し、大車輪の活躍で4年連続2桁勝利と2桁セーブポイントを同時に挙げる。1976年、1977年の連覇に貢献。「具体的な優勝の思い出はないのですが良かったと思います。長嶋監督に恩返しができてありがとうございましたという気持ちです。長嶋さんが使ってくれなければトレードに出されていもおかしくない存在でしたから」と述べている。1977年、1978年は2年連続で最優秀防御率と最多セーブを同時に記録した（1978年には最優秀救援投手、ベストナイン。1979年には当時タイトルではなかった時代だが、最多奪三振も記録している）。ベンチで長嶋に「新浦、今日（登板が）ないからと言われ、試合中に翌日の為にブルペンに行って他の投手の投球練習の合間に軽く投げていたら電話がかかってきて「新浦、登板だ。」と言われたこともあり、絶対的な「左のエース兼リリーフエース」として長嶋監督に信頼された。1977年5月31日の対中日戦での打席で、戸田善紀から12球連続してファウルボールを打っている。結果は、カウント2-2から17球目で三振であった。江川事件では阪神タイガースはトレードの相手に新浦を指名したが長嶋が断って小林繁が阪神に移籍したが新浦は「私の代わりです。阪神は私を要求したらしいですが、長嶋監督が断って小林さんが行くことになったと聞いています。私なんか大した成績ではなかったのですが阪神戦はいいところで抑えた印象があるみたいで。それでも彼は反骨心の強い人間ですから、移籍1年目に巨人戦で活躍したでしょう。」と述べている。
1980年は肘を痛めて、「ファームに行ってもいいんだぞ」と言われたが、「そういうわけにいきません」と答え、3勝4敗1セーブに終わった。
1981年に藤田元司が監督に就任すると肘は治っていたが江川卓・西本聖・定岡正二の先発3番柱を確立した為使われなくなった。1982年8月28日の大洋戦、優勝争いの最中に先発登板するも、2番手鹿取義隆とともに初回から3回まででそれぞれ2点、2点、6点を奪われて大敗を喫し、戦前のクーデター事件に倣って「226事件」と呼ばれた。新浦は「江川はエースになるだろうと思っていましたが私にとって「あーあ」ですよね。使いづらかったと思います。怪我していたわけではなくまだ力はあったので下手に移籍させても巨人戦で活躍され、巨人がメンツを失う可能性があると思われたのではないですか。閉鎖的な球団でしたね。1983年の西武との日本シリーズは7試合あったのに登板機会がなくさすがにトレードかと思ったら長嶋さんから電話が来ました。「お前、韓国プロ野球行けと」と述べている。その後、長嶋のすすめもあり、1983年シーズン限りで巨人を退団し、新設されたばかりであった韓国プロ野球のサムスン・ライオンズへ移籍した。

### 韓国・サムスン時代
韓国では韓国名金日融（キム・イルユン、김일융）として、サムスンのエースとして1984年から3年間活躍。3年間で54勝20敗、とくに1985年には25勝6敗と圧倒的な成績を残す。かつては速球派投手であったが、韓国球界在籍時に技巧派へと変身した。しかし、日本語しか話せなかったためにチームでは苦労を重ね、チームメイトからも年長者に対する敬称である「ヒョン」（hyeong＝「兄」）と呼ばれることはなく、終始よそ者扱いされていたと告白している。新浦は「もうかってないですよ。出稼ぎにもならなかった。（同時期に三美スーパースターズに在籍していた）福士敬章選手はウォン契約だったので外貨を日本に持ち帰れなかったり、私自身も、3年間でたくさん勝った割に給料が一切上がりませんでした。でも成績は残したしチームの優勝に貢献した（1985年は三星は韓国一）。技術的な事も教えてくれと言ってきた選手には教えた。やることはやったと思っています。」と述べている。

### 日本球界復帰後
1987年に横浜大洋ホエールズで日本球界に35歳で復帰。かつての球威は鳴りをひそめたが、高橋一三とバレンズエラに習ったチェンジアップと多種類の変化球による老練な投球をみせ11勝（4完封、107奪三振）をあげカムバック賞を受賞。
1988年は10勝した。
1989年に8勝と大洋の左のエースとして活躍した。8月4日には、横浜スタジアムで古巣の巨人を相手に13安打を浴びながらも完封勝利を挙げ、最多被安打完封のプロ野球記録となっている。この試合でイニング別の被安打は2、1、3、3、2、1、0、1、0で、5回までに11安打を打たれた。1990年に監督が須藤豊に変わると、先発から中継ぎで起用されることが多くなった。
1992年に大塚義樹との交換トレードで福岡ダイエーホークスに移籍。しかし監督の田淵幸一と衝突し、本人から移籍を申し入れたこと異例ではあったが在籍わずか半年で同年のシーズン途中にヤクルトスワローズに再度移籍。ヤクルトでは優勝争いも佳境に入った8月16日の対巨人戦で斎藤雅樹に投げ勝って5回2失点で2年振りの勝利投手となり、同25日の大洋戦でも勝利投手にはなれなかったものの5回無失点でチームの勝利に貢献するなど、この年14年ぶりのリーグ制覇を達成するチームにあって数少ない経験豊富なベテランとして最後の輝きをみせて花道を飾った。シーズンが終わって翌年の契約が話がなく、巨人の監督に復帰した長嶋に電話したら「左投手は多いからな」と言われ引退した。
引退後は、日本テレビ・福岡放送・ラジオ日本（1993年 - 1998年）に次いで東北放送（2005年 - 2012年）で解説者を務め、韓国の縁から東亞日報グループ「スポーツ東亞」の日本駐在通信員も兼任する。プロ野球マスターズリーグの札幌アンビシャスに参加した。
2013年7月にスポーツニッポン紙上で「我が道」を、2024年3月に産経新聞で「話の肖像画」を連載した。
2015年11月から同い年ながら1学年先輩の藤波行雄とともに、母校の静岡商野球部で外部コーチを務めた。

## エピソード

### 糖尿病
韓国球界時に糖尿病を発症し、インスリン注射が毎日欠かせない生活になったが、現役時代は糖尿病であることを知られないために、ホテルのトイレなど一切人目につかない場所で注射を打っていた。しかしいつしか注射器を持っていることがばれ、さらに病気の影響で痩せていたこともあって「新浦は覚醒剤を打っている」という噂になったこともあった。2013年放送の番組で、現在も糖尿病と格闘している姿が放映された。
若い頃の好物は白飯とサイダーで、サイダーを横に置いて白飯を食しているとコーチの牧野茂に「ご飯にサイダーをかけて食うのか」とからかわれたと新聞が記事にした。「サイダーをご飯にかけて茶漬けにして食べる」という噂されるほどに甘物を好み、糖尿病を患う一因とも疑われた。

### カッパ
新浦は結構な汗っかきで、付けられたあだ名は「カッパ」。ある日、堀内恒夫が汗だくの新浦を見て、「あっ、カッパだ、カッパ…」と叫んだことに由来。

### そのほか
2003年、日本テレビ系のバラエティ番組『ダウンタウンのガキの使いやあらへんで!!』の罰ゲーム「ウラジオストク」編に出演した。「裏を読めない」烙印を押された浜田雅功を「ウラ」のつくものづくしで責め立てる趣向で、ギャグのひとつとして新浦が登場した。
妻の登志恵は1歳年上で、白百合学園高、フェリス女学院短大卒の才媛。ラジオで巨人情報番組のパーソナリティーをしていた毒蝮三太夫のアシスタントとして後楽園球場をおとずれ、選手のインタビューをしていた。新浦のファンだと知った関本四十四が仲をとりもったという。2年の交際の末、1976年1月30日に結婚した。披露宴には毒蝮も出席した。いい時も、悪い時も陰で支えてもらい、「今、私がこうしていられるのは妻のおかげです。」と述べている。

## 詳細情報

### 年度別投手成績
| 年 度     | 球 団     | 登 板 | 先 発 | 完 投 | 完 封 | 無 四 球 | 勝 利 | 敗 戦 | セ 丨 ブ | ホ 丨 ル ド | 勝 率 | 打 者 | 投 球 回 | 被 安 打 | 被 本 塁 打 | 与 四 球 | 敬 遠 | 与 死 球 | 奪 三 振 | 暴 投 | ボ 丨 ク | 失 点 | 自 責 点 | 防 御 率 | W H I P |
| --------- | --------- | ----- | ----- | ----- | ----- | -------- | ----- | ----- | -------- | ----------- | ----- | ----- | -------- | -------- | ----------- | -------- | ----- | -------- | -------- | ----- | -------- | ----- | -------- | -------- | ------- |
| 1971      | 巨人      | 19    | 10    | 2     | 1     | 0        | 4     | 3     | --       | --          | .571  | 239   | 58.1     | 43       | 4           | 26       | 1     | 2        | 43       | 2     | 0        | 17    | 13       | 2.01     | 1.18    |
| 1972      | 巨人      | 5     | 0     | 0     | 0     | 0        | 0     | 0     | --       | --          | ----  | 23    | 3.2      | 7        | 1           | 3        | 0     | 0        | 1        | 0     | 0        | 9     | 7        | 17.18    | 2.73    |
| 1973      | 巨人      | 21    | 17    | 1     | 1     | 0        | 3     | 3     | --       | --          | .500  | 356   | 83.2     | 61       | 7           | 53       | 3     | 0        | 78       | 0     | 1        | 36    | 32       | 3.44     | 1.36    |
| 1974      | 巨人      | 26    | 17    | 4     | 1     | 0        | 7     | 6     | 1        | --          | .538  | 492   | 119.2    | 96       | 14          | 52       | 9     | 2        | 102      | 2     | 0        | 42    | 35       | 2.63     | 1.24    |
| 1975      | 巨人      | 37    | 14    | 2     | 1     | 0        | 2     | 11    | 0        | --          | .154  | 450   | 108.0    | 93       | 9           | 46       | 8     | 1        | 82       | 0     | 1        | 47    | 40       | 3.33     | 1.29    |
| 1976      | 巨人      | 50    | 25    | 10    | 3     | 1        | 11    | 11    | 5        | --          | .500  | 818   | 197.1    | 156      | 20          | 81       | 2     | 2        | 162      | 2     | 0        | 82    | 68       | 3.10     | 1.20    |
| 1977      | 巨人      | 44    | 15    | 5     | 1     | 0        | 11    | 3     | 9        | --          | .786  | 549   | 136.0    | 104      | 10          | 60       | 6     | 1        | 96       | 2     | 1        | 38    | 35       | 2.32     | 1.21    |
| 1978      | 巨人      | 63    | 9     | 5     | 0     | 0        | 15    | 7     | 15       | --          | .682  | 777   | 189.0    | 160      | 21          | 75       | 6     | 5        | 152      | 3     | 1        | 66    | 59       | 2.81     | 1.24    |
| 1979      | 巨人      | 45    | 28    | 12    | 3     | 1        | 15    | 11    | 5        | --          | .577  | 961   | 236.1    | 211      | 24          | 68       | 7     | 6        | 223      | 1     | 0        | 94    | 90       | 3.43     | 1.18    |
| 1980      | 巨人      | 18    | 11    | 1     | 1     | 0        | 3     | 4     | 1        | --          | .429  | 297   | 69.0     | 64       | 11          | 24       | 0     | 2        | 58       | 1     | 0        | 42    | 29       | 3.78     | 1.28    |
| 1981      | 巨人      | 14    | 8     | 2     | 0     | 0        | 0     | 5     | 0        | --          | .000  | 248   | 58.1     | 55       | 8           | 19       | 3     | 1        | 44       | 1     | 0        | 32    | 22       | 3.39     | 1.27    |
| 1982      | 巨人      | 27    | 16    | 4     | 1     | 0        | 6     | 6     | 0        | --          | .500  | 499   | 117.0    | 119      | 18          | 38       | 0     | 3        | 89       | 1     | 0        | 58    | 53       | 4.08     | 1.34    |
| 1983      | 巨人      | 31    | 7     | 0     | 0     | 0        | 3     | 2     | 0        | --          | .600  | 292   | 67.1     | 71       | 8           | 25       | 2     | 3        | 52       | 2     | 0        | 26    | 24       | 3.21     | 1.43    |
| 1984      | サムスン  | 38    | 23    | 14    | 3     | --       | 16    | 10    | 3        | --          | .615  | 907   | 222.0    | 191      | 7           | 78       | 4     | 6        | 155      | 5     | 1        | 68    | 56       | 2.27     | 1.21    |
| 1985      | サムスン  | 34    | 28    | 11    | 3     | --       | 25    | 6     | 0        | --          | .806  | 920   | 226.0    | 200      | 13          | 77       | 6     | 5        | 107      | 4     | 0        | 87    | 70       | 2.79     | 1.23    |
| 1986      | サムスン  | 19    | 19    | 7     | 2     | --       | 13    | 4     | 0        | --          | .765  | 573   | 138.2    | 120      | 8           | 45       | 4     | 2        | 60       | 1     | 0        | 47    | 39       | 2.53     | 1.19    |
| 1987      | 大洋      | 25    | 25    | 7     | 4     | 1        | 11    | 12    | 0        | --          | .478  | 645   | 152.0    | 151      | 20          | 47       | 3     | 2        | 107      | 0     | 0        | 78    | 72       | 4.26     | 1.30    |
| 1988      | 大洋      | 29    | 28    | 7     | 1     | 1        | 10    | 11    | 0        | --          | .476  | 681   | 160.1    | 147      | 14          | 66       | 6     | 3        | 110      | 6     | 0        | 83    | 77       | 4.32     | 1.33    |
| 1989      | 大洋      | 28    | 28    | 6     | 2     | 1        | 8     | 13    | 0        | --          | .381  | 763   | 175.0    | 176      | 20          | 75       | 8     | 5        | 130      | 3     | 1        | 79    | 66       | 3.39     | 1.43    |
| 1990      | 大洋      | 42    | 15    | 0     | 0     | 0        | 6     | 10    | 2        | --          | .375  | 603   | 140.0    | 121      | 11          | 68       | 2     | 7        | 107      | 2     | 0        | 66    | 59       | 3.79     | 1.35    |
| 1991      | 大洋      | 47    | 0     | 0     | 0     | 0        | 0     | 1     | 1        | --          | .000  | 220   | 53.1     | 49       | 4           | 19       | 3     | 3        | 42       | 3     | 0        | 19    | 19       | 3.21     | 1.28    |
| 1992      | ダイエー  | 7     | 1     | 0     | 0     | 0        | 0     | 1     | 0        | --          | .000  | 42    | 9.0      | 14       | 2           | 5        | 0     | 0        | 4        | 0     | 0        | 8     | 6        | 6.00     | 2.11    |
| 1992      | ヤクルト  | 14    | 4     | 0     | 0     | 0        | 1     | 3     | 0        | --          | .250  | 116   | 25.1     | 33       | 6           | 9        | 0     | 1        | 24       | 1     | 1        | 22    | 21       | 7.46     | 1.66    |
| '92計     | ヤクルト  | 21    | 5     | 0     | 0     | 0        | 1     | 4     | 0        | --          | .200  | 158   | 34.1     | 47       | 8           | 14       | 0     | 1        | 28       | 1     | 1        | 30    | 27       | 7.08     | 1.78    |
| NPB：19年 | NPB：19年 | 592   | 278   | 68    | 20    | 5        | 116   | 123   | 39       | --          | .485  | 9071  | 2158.2   | 1931     | 232         | 859      | 69    | 49       | 1706     | 32    | 6        | 944   | 827      | 3.45     | 1.29    |
| KBO：3年  | KBO：3年  | 91    | 70    | 32    | 8     | --       | 54    | 20    | 3        | --          | .730  | 2400  | 586.2    | 511      | 28          | 200      | 14    | 13       | 322      | 10    | 1        | 202   | 165      | 2.53     | 1.21    |

- 各年度の太字はリーグ最高

### タイトル
NPB
- 最優秀防御率：2回 （1977年、1978年）※2年連続は菅野智之に次ぐセ・リーグ2位タイ
- 最多奪三振：1回 （1979年） ※当時連盟表彰なし
- 最高勝率：1回（1977年）
- 最優秀救援投手：1回 （1978年）

KBO
- 最多勝：1回 （1985年）

### 表彰
NPB
- ベストナイン：1回 （1978年）
- 最優秀投手：1回 （1978年）
- 月間MVP：1回 （1978年7月）
- カムバック賞 （1987年）

### 記録
NPB初記録
- 初登板：1971年4月13日、対中日ドラゴンズ2回戦（中日スタヂアム）、6回裏に3番手で救援登板・完了、3回無失点
- 初奪三振：同上、6回裏に島谷金二から
- 初先発・初勝利：1971年4月29日、対阪神タイガース2回戦（阪神甲子園球場）、6回無失点
- 初完投勝利・初完封勝利：1971年6月1日、対中日ドラゴンズ9回戦（後楽園球場）、6回1/3を無失点（降雨コールド）
- 初セーブ：1974年7月31日、対ヤクルトスワローズ17回戦（明治神宮野球場）、9回裏2死に3番手で救援登板・完了、1/3回無失点

NPB節目の記録
- 1000奪三振：1981年4月9日、対大洋ホエールズ3回戦（横浜スタジアム）、3回表に前泊哲明から ※史上60人目
- 100勝：1988年7月18日、対読売ジャイアンツ16回戦（横浜スタジアム）、9回1失点完投勝利 ※史上97人目
- 1500奪三振：1989年8月29日、対中日ドラゴンズ22回戦（ナゴヤ球場）、2回裏に中村武志から ※史上31人目
- 500試合登板：1990年8月5日、対中日ドラゴンズ18回戦（横浜スタジアム）、9回表2死に3番手で救援登板・完了、1/3回無失点 ※史上63人目

NPBその他の記録
- オールスターゲーム出場：5回 （1976年、1978年、1979年、1987年、1988年）

### 背番号
- 42 （1968年）
- 40 （1969年 - 1972年）
- 28 （1973年 - 1992年途中）
- 49 （1992年途中 - 同年終了）

### 登録名
- 新浦 壽夫（にうら ひさお、1968年 - 1970年、1981年 - 1983年、1987年 - 1992年）
- 新浦 寿夫（にうら ひさお、1971年 - 1979年）
- 新浦 壽丈（にうら ひさお、1980年）
- 金 日融（キム・イリュン、김일융、1984年 - 1986年）

## 関連情報

### 著書
- 「ぼくと野球と糖尿病」（文藝春秋、1994年） ISBN 978-4163493909

### 出演番組
- 侍プロ野球（現在のところ東北放送の楽天主催ゲームローカル中継のみ）
- TBCパワフルベースボール（JRN・NRNの楽天主催ゲーム全国中継にもごくまれに登場）